# ژروم گزاویه
ژروم خاویر یا ژروم گزاویه‌ (۱۵۴۹–۲۷ ژوئن ۱۶۱۷)، یک مبلغ مذهبی یسوعی اسپانیایی در دربار گورکانیان بود که در عصر سلطنت اکبر و جهانگیر فعالیت داشت. او برادرزاده سنت فرانسیسکو خاویر بود.

نشان بیر، نماد ناوارا با نماد مسیحی عشای ربانی و زنجیرهای شکسته شده توسط سانچو هفتم که در نبرد لاس ناواس د تولوسا، که در تاریخ عرب به نبرد العقاب معروف است، در ژوئیه ۱۲۱۲ پیروز شد.

## اوایل زندگی
ژروم خاویر در سال ۱۵۴۹ «در قلعه پدرش میگوئل د ازپلتا» در استان شمالی ناوار اسپانیا به دنیا آمد. عموی بزرگ خاویر، سنت فرانسیس خاویر، دوست نزدیک ایگناتیوس لویولا و یکی از بنیانگذاران انجمن یسوعیان بود.
در ۷ مه ۱۵۶۸، در سن نوزده سالگی، پس از اتمام مدرک لیسانس فلسفه از دانشگاه آلکالا، ژروم وارد انجمن یسوعیان شد. او سال‌های بعد را به تحصیل در فلسفه و الهیات گذراند تا اینکه در سال ۱۵۷۵ به عنوان کشیش منصوب شد. پس از انتصاب، او چند سال به تدریس «موضوعات ابتدایی» در یک صومعه در کوئنکا، اسپانیا پرداخت، و سپس به شرق فرستاده شد و در سپتامبر ۱۵۸۱ به گوا رسید.

## مبلغی

### سالهای اول
پدر ژروم پس از ورود به گوایِ پرتغال «به عنوان استاد تازه کاران منصوب شد»، اما به سرعت مجبور شد به دلیل بیماری «در نتیجه سفر دریایی دشوار و مشکلات مذاجی» این موقعیت را رها کند. پس از بهبودی، خاویر کار بر روی ترجمه پرتغالی کتاب تاریخ یسوعیان در هند پدر الساندرو والیگنانو را آغاز کرد.
در اوایل سال ۱۵۸۴ خاویر به عنوان رئیس کالج وسائی منصوب شد، اگرچه وضعیت نامناسب سلامتی بار دیگر وظیفه او را با مشکل مواجه کرد و او را مجبور به انتقال به «اقلیم مساعدتر» کوچین کرد، جایی که او همان سمت را از ۱۵۸۶ تا ۱۵۹۲ در دست داشت. تقریباً در این زمان او به عنوان سرپرست خاندان حرفه‌ای گوا منصوب شد، اگرچه انتخاب به سمت جدید او روابط متشنج بین پرتغالی‌ها و اسپانیایی‌ها در مستعمره شرقی را تیره‌تر کرد. وقتی اکبر امپراتور گورکانیان (۱۵۴۲–۱۶۰۵) خواستار سومین مأموریت کشیشان یسوعی به دربار خود شد، تنش یک میان اسپانیایی‌ها و پرتغالی‌ها کاهش یافت و پدر ژروم با انتخاب مردمی ۵ مه ۱۵۹۵ به لاهور فرستاده شد.

### در بارگاه اکبر
ورود پدر ژروم به لاهور با مهمان نوازی اکبر همراه بود که به او و دو همراهش، پدر امانوئل پینیرو و برادر بنتو دی گویس، اقامتگاهی در کاخ خود بخشیدند و «پزشک مسلمانی را مأمور آموزش زبان فارسی به آنها کردند».
در زمان سلطنت اکبر، پدر ژروم امپراتور را در سفرهای مختلف به فلات دکن همراهی کرد و شاهد تسخیر قلعه اسیرگره در ژانویه ۱۶۰۱ بود.
در طول فتوحات، اکبر اقامتگاه دائم خود را به آگرا برد و ثباتی را فراهم کرد که به پدر ژروم اجازه می‌داد «بخش قابل توجهی از وقت خود را به خلق ادبیات مذهبی مسیحی به زبان فارسی اختصاص دهد».
خاویر و اکبرشاه غالباً در مورد موضوعات مربوط به مذهب بحث می‌کردند، که بیشتر اوقات در مورد بی اعتقادی اکبر به الوهیت مسیح بود. در حالی که تغییر دیدگاه امپراتور بعید به نظر می‌رسید، خاویر برای عوض کردن نظر پسر شاه، سلیم، «امیدهای زیادی داشت»

### در دربار جهانگیر
شاهزاده سلیم زمانی که به سلطنت رسید، نام جهانگیر را به خود گرفت. نگرش پدرش نسبت به مبلغان مسیحی و بحث دربارهٔ مذهب در دربارش ادامه یافت. بارزترین غسل تعمید در دوران مأموریت پدر ژروم، غسل تعمید سه برادرزاده جهانگیر در تابستان ۱۶۱۰ بود.
این تغییر مذهب عمر کوتاهی داشت و در سال ۱۶۱۳ «شاهزاده‌ها مرتد شدند و صلیب‌های خود را [که در هنگام غسل تعمید به آنها داده شده بود] به یسوعی‌ها بازگرداندند». این عمل بدبینی فزاینده پدر ژروم نسبت به مأموریت خود را به دلیل «سرسختی مسلمانان و … انگیزه‌های نوکیشان» تأیید کرد. تردیدهای او در مورد مؤثر بودن مأموریتش با شروع جنگ بین امپراتوری پرتغال و گورکانی در پاییز ۱۶۱۳ بیشتر شد.
در طول جنگ، خاویر مجبور بود از اموال کلیسا با ذخیره کردن آنها «در خانه یک مسیحی فقیر» محافظت کند. با پیشرفت نبردها، امنیت برای پدر ژروم، که مأموریت و جماعت آن را در سال ۱۶۱۴ از لاهور به آگرا منتقل کرد، به نگرانی تبدیل شد در حالی که «پایان مأموریت مشهود به نظر می‌رسید» صلح در سال ۱۶۱۵ برقرار شد و مأموریت فعالیت‌های قبل از جنگ خود از سر گرفته شدند، البته بدون پدر جروم که برای اولین بار پس از عزیمتش به گوا بازگشت و «یک مرد شکسته» شده بود.

## سالهای پایانی و مرگ
سالهای پایانی زندگی پدر ژروم در دوران بازنشستگی در گوا سپری شد. او یک بار دیگر به عنوان رئیس دانشگاه منصوب شد، این بار در کالج سنت پل. او تمایل زیادی به بازگشت به اسپانیا داشت، اگرچه «سلامتی و قدرت لازم برای کار آن کشور» را نداشت. او تأمل کرد که «حین مرگ» است و در ۲۷ ژوئن ۱۶۱۷ «او را در اتاقش سوخته یافتند» در شرایطی که تا به امروز مشخص نیست. پدر خاویر که در زمان مرگش برای او ناشناخته بود، به عنوان اسقف اعظم کرانگانور انتخاب شد.

## آثار
ژروم گزاویه چند اثر به زبان فارسی نوشت. من‌جمله آیینه حق‌نما درباره تثلیث و مرآت القدس که زندگی عیسی مسیح را روایت می‌کند و با نگارگری گورکانی تزئین شده‌است.

Anunciación.
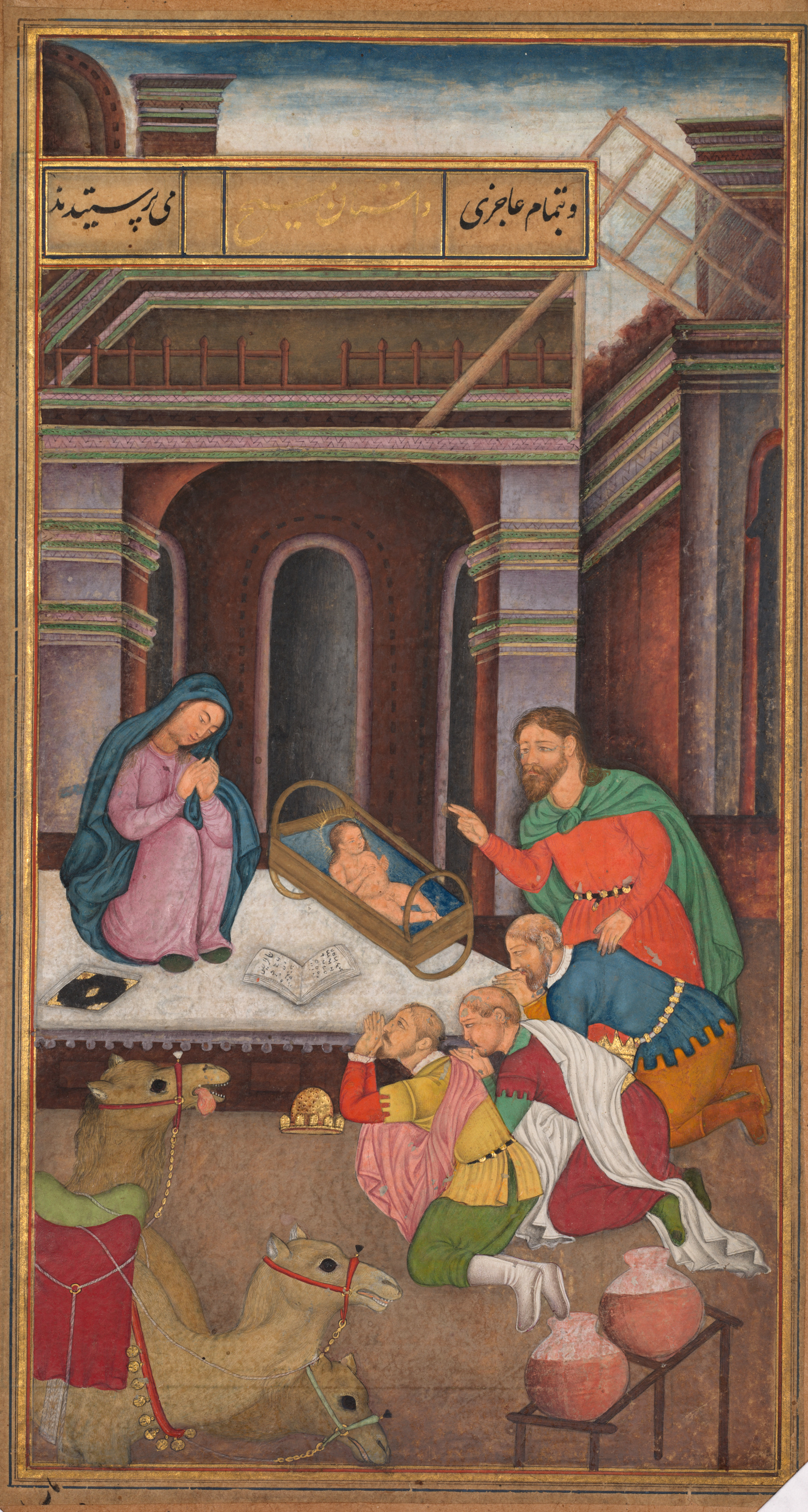
Adoración de los Reyes Magos.
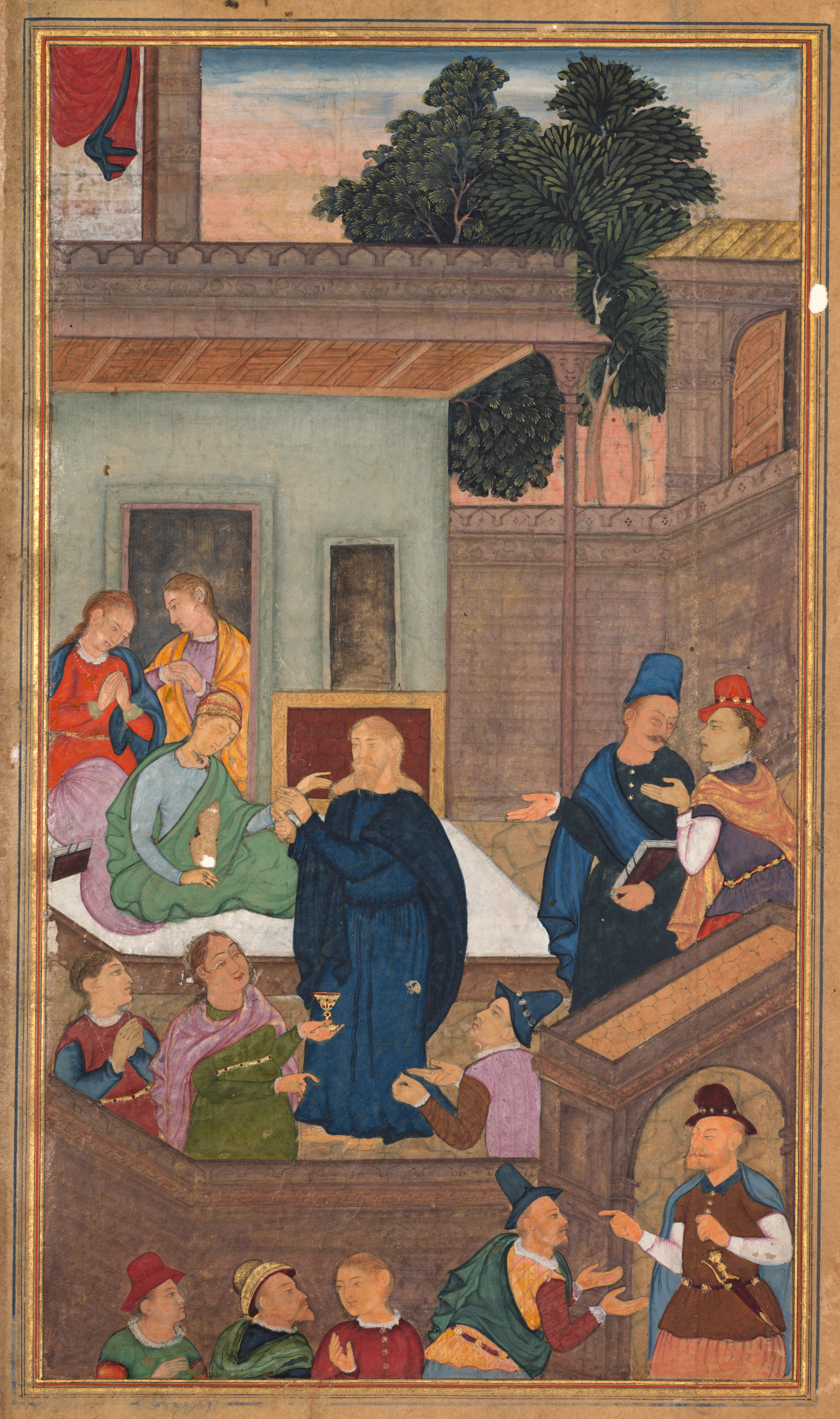
Jesús levanta a la hija de Jairus de entre los muertos.
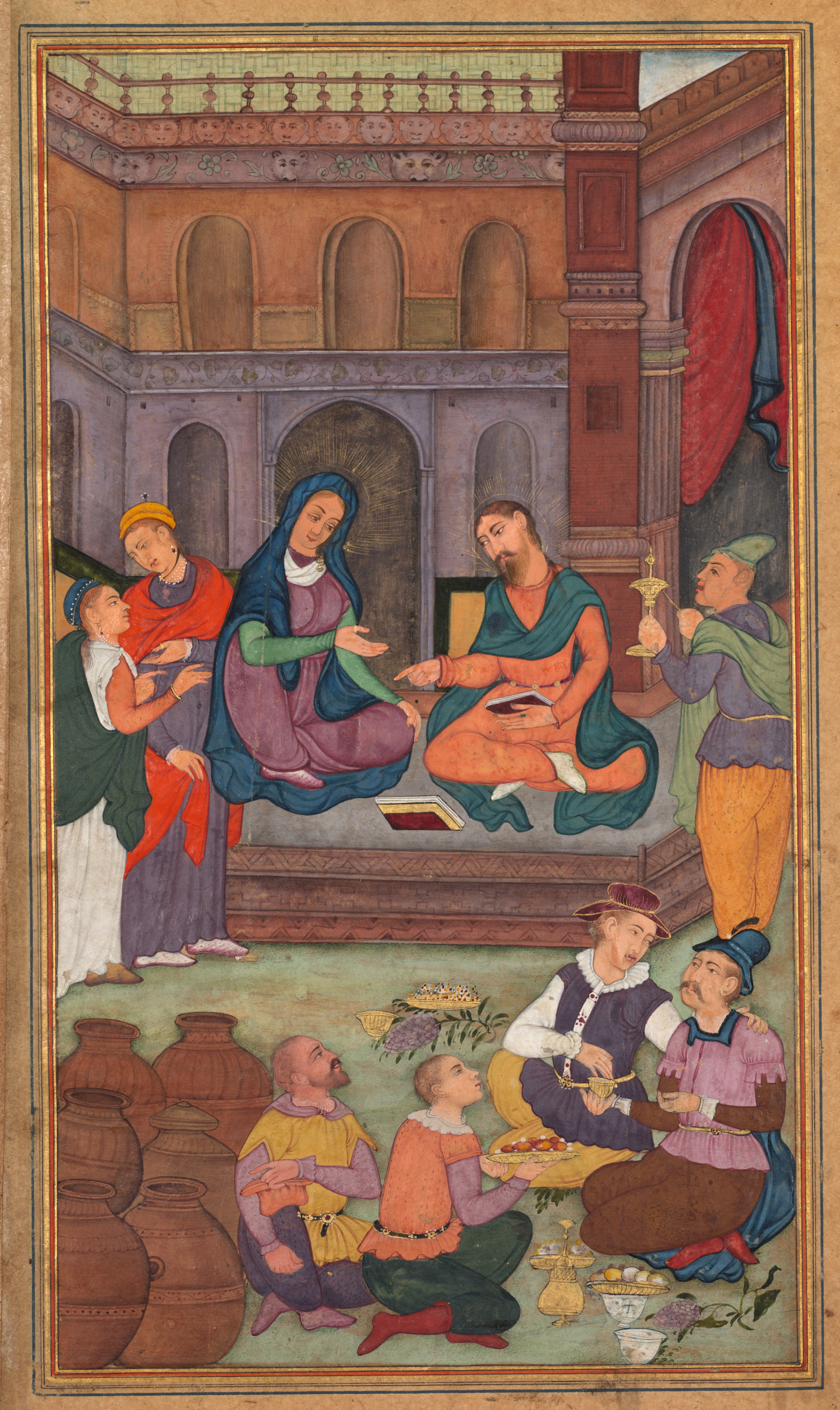
Bodas de Caná.
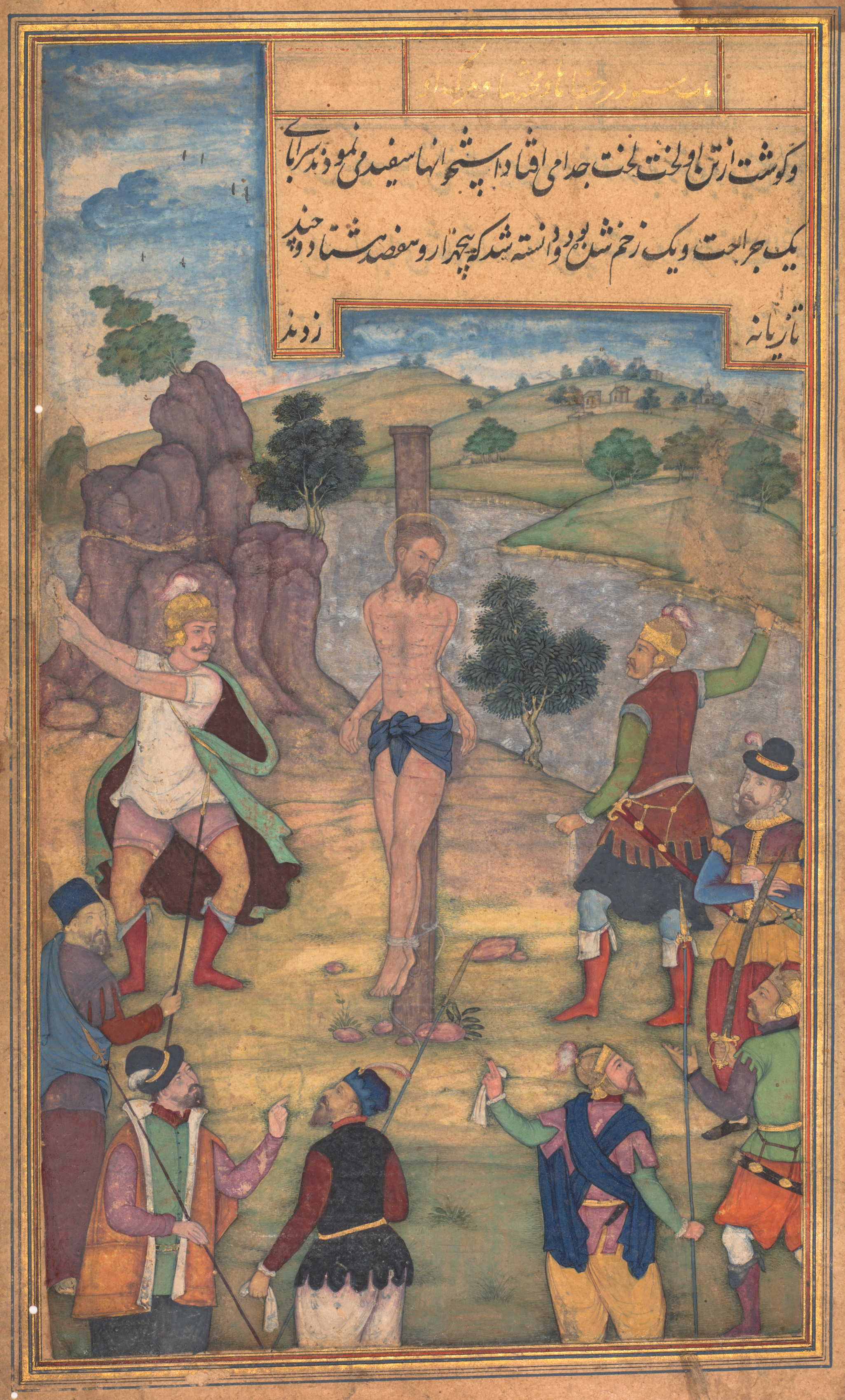
Flagelación de Cristo.